# Телефонные коды стран

Карта планеты, на которой различными цветами указана первая цифра кодов стран.

Телефо́нные ко́ды стран определены рекомендациями ITU-T под номерами E.123 и E.164 для телефонных номеров в международной (общемировой) телефонной сети общего пользования.
Иногда эти коды называют IDD- (International Direct Dialing) или ISD- (International Subscriber Dialing) кодами. Принцип набора номеров для совершения вызовов абонентами одной телефонной сети получил название телефонного плана нумерации. В каждой телефонной сети применяются свои индивидуальные планы нумерации, и, в частности, в каждой отдельной стране (и даже на региональном уровне в рамках одной страны) также могут применять разные планы нумерации. Таким образом, набор одного и того же номера абонента ТФОП из разных регионов мира может выглядеть по-разному. Но код страны и номер абонента остаются неизменными.
Как правило, для набора международного телефонного номера с аппаратов, подключённых к проводным телефонным сетям общего пользования, требуется сначала набрать специальный префикс перехода на международные звонки, различающийся по странам нахождения сети. Часто при наборе номера в составе префикса можно также выбрать оператора, который будет обслуживать международный звонок, либо переключиться на менее качественный, но более дешёвый тариф. Например, в некоторых странах СНГ (Беларусь, Казахстан, Таджикистан, Туркменистан, Узбекистан) префиксом выхода на МГ является «8 ~ 10» (символом ~ обозначена пауза для ожидания гудка, впрочем, на современных цифровых АТС можно не ждать гудка, а сразу набирать номер, начинающийся на 810). В России дополнительно к традиционному префиксу «8 ~ 10» (оператор «Ростелеком» в режиме Hot-Choice) внедряются другие префиксы, позволяющие выбрать иного оператора дальней связи (подробнее см. Дальняя связь).
При наборе с мобильных телефонов специальный префикс может не требоваться, и номер телефона набирается в международном формате начиная с символа «+» (аналог широко признанного в планах нумерации многих стран префикса 00).

## Сводная информация
Строками таблицы являются номера зон, первая цифра, следующая за знаком +. Колонки указывают на вторую цифру кода страны (при наличии деления зоны).
| Первая цифра (зона) | Первая цифра (зона) | Вторая цифра                                                                                  | Вторая цифра                                                                             | Вторая цифра                                                                              | Вторая цифра                                                                              | Вторая цифра                                                                              | Вторая цифра                                                                                  | Вторая цифра                                                                                      | Вторая цифра                                                                                     | Вторая цифра                                                                             | Вторая цифра                                                                                          |
| ------------------- | ------------------- | --------------------------------------------------------------------------------------------- | ---------------------------------------------------------------------------------------- | ----------------------------------------------------------------------------------------- | ----------------------------------------------------------------------------------------- | ----------------------------------------------------------------------------------------- | --------------------------------------------------------------------------------------------- | ------------------------------------------------------------------------------------------------- | ------------------------------------------------------------------------------------------------ | ---------------------------------------------------------------------------------------- | --- |
| Первая цифра (зона) | Первая цифра (зона) | 0                                                                                             | 1                                                                                        | 2                                                                                         | 3                                                                                         | 4                                                                                         | 5                                                                                             | 6                                                                                                 | 7                                                                                                | 8                                                                                        | 9 |
| 1 (NANP)            | Северная Америка    |                                                                                               |                                                                                          | +12: US, CA +1242: BS +1246: BB +1264: AI +1268: AG +1284: VG                             | +13: US, CA +1340: VI +1345: KY                                                           | +14: US, CA +1441: BM +1473: GD                                                           | +15: US, CA                                                                                   | +16: US, CA +1649: TC +1658: JM +1664: MS +1670: MP +1671: GU +1684: AS                           | +17: US, CA +1721: SX +1758: LC +1767: DM +1784: VC +1787: PR                                    | +18: US, CA +1809: DO +1829: DO +1849: DO +1868: TT +1869: KN +1876: JM                  | +19: US, CA +1939: PR                                                                                 |
| 2                   | Африка              | +20: EG                                                                                       | +210: — +211: SS +212: MA, EH +213: DZ +214: — +215: — +216: TN +217: — +218: LY +219: — | +220: GM +221: SN +222: MR +223: ML +224: GN +225: CI +226: BF +227: NE +228: TG +229: BJ | +230: MU +231: LR +232: SL +233: GH +234: NG +235: TD +236: CF +237: CM +238: CV +239: ST | +240: GQ +241: GA +242: CG +243: CD +244: AO +245: GW +246: IO +247: AC +248: SC +249: SD | +250: RW +251: ET +252: SO +253: DJ +254: KE +255: TZ +256: UG +257: BI +258: MZ +259: —      | +260: ZM +261: MG +262: RE, YT, TF +263: ZW +264: NA +265: MW +266: LS +267: BW +268: SZ +269: KM | +27: ZA                                                                                          | +28: -                                                                                   | +290: SH, TA +291: ER +292: — +293: — +294: — +295: — +296: — +297: AW +298: FO +299: GL              |
| 3                   | Европа              | +30: GR                                                                                       | +31: NL                                                                                  | +32: BE                                                                                   | +33: FR                                                                                   | +34: ES                                                                                   | +350: GI +351: PT +352: LU +353: IE +354: IS +355: AL +356: MT +357: CY +358: FI, AX +359: BG | +36: HU                                                                                           | +370: LT +371: LV +372: EE +373: MD +374: AM +375: BY +376: AD +377: MC +378: SM +379: VA        | +380: UA +381: RS +382: ME +383: XK +384: — +385: HR +386: SI +387: BA +388: EU +389: MK | +39: IT, VA                                                                                           |
| 4                   | Европа              | +40: RO                                                                                       | +41: CH                                                                                  | +420: CZ +421: SK +422: — +423: LI +424: — +425: — +426: — +427: — +428: — +429: —        | +43: AT                                                                                   | +44: UK, GG, IM, JE                                                                       | +45: DK                                                                                       | +46: SE                                                                                           | +47: NO, SJ, BV                                                                                  | +48: PL                                                                                  | +49: DE                                                                                               |
| 5                   | Латинская Америка   | +500: FK, GS +501: BZ +502: GT +503: SV +504: HN +505: NI +506: CR +507: PA +508: PM +509: HT | +51: PE                                                                                  | +52: MX                                                                                   | +53: CU                                                                                   | +54: AR                                                                                   | +55: BR                                                                                       | +56: CL                                                                                           | +57: CO                                                                                          | +58: VE                                                                                  | +590: GP, BL, MF +591: BO +592: GY +593: EC +594: GF +595: PY +596: MQ +597: SR +598: UY +599: BQ, CW |
| 6                   | Австралия и Океания | +60: MY                                                                                       | +61: AU, CX, CC                                                                          | +62: ID                                                                                   | +63: PH                                                                                   | +64: NZ, PN                                                                               | +65: SG                                                                                       | +66: TH                                                                                           | +670: TL +671: — +672: AQ, NF, HM +673: BN +674: NR +675: PG +676: TO +677: SB +678: VU +679: FJ | +680: PW +681: WF +682: CK +683: NU +684: — +685: WS +686: KI +687: NC +688: TV +689: PF | +690: TK +691: FM +692: MH +693: — +694: — +695: — +696: — +697: — +698: — +699: —                    |
| 7                   | Россия и Казахстан  | +70: KZ                                                                                       | +71: RU, KZ                                                                              | +72: RU                                                                                   | +73: RU                                                                                   | +74: RU                                                                                   | +75: RU                                                                                       | +76: KZ                                                                                           | +77: KZ                                                                                          | +78: RU, KZ                                                                              | +79: RU                                                                                               |
| 8                   | Азия                | +800: XT +801: — +802: — +803: — +804: — +805: — +806: — +807: — +808: XS +809: —             | +81: JP                                                                                  | +82: KR                                                                                   | +83: KP                                                                                   | +84: VN                                                                                   | +850: KP +851: — +852: HK +853: MO +854: — +855: KH +856: LA +857: — +858: — +859: —          | +86: CN                                                                                           | +870: XN +871: — +872: — +873: — +874: — +875: — +876: — +877: — +878: XU +879: —                | +880: BD +881: XG +882: XN +883: XN +884: — +885: — +886: TW +887: — +888: — +889: —     | +89: —                                                                                                |
| 9                   | Азия                | +90: TR, CT                                                                                   | +91: IN                                                                                  | +92: PK                                                                                   | +93: AF                                                                                   | +94: LK                                                                                   | +95: MM                                                                                       | +960: MV +961: LB +962: JO +963: SY +964: IQ +965: KW +966: SA +967: YE +968: OM +969: —          | +970: PS +971: AE +972: IL +973: BH +974: QA +975: BT +976: MN +977: NP +978: — +979: XR         | +98: IR                                                                                  | +990: — +991: XC +992: TJ +993: TM +994: AZ +995: GE +996: KG +997: KZ +998: UZ +999: —               |

## Детализация

### Зона 1
- США:
  -  Айдахо (Idaho) — 208
  -  Айова (Iowa) — 319, 515, 563, 641, 712
  -  Алабама (Alabama) — 205, 251, 256, 334, 938
  -  Аляска (Alaska) — 907
  -  Аризона (Arizona) — 480, 520, 665, 623, 928
  -  Арканзас (Arkansas) — 479, 501, 870
  -  Вайоминг (Wyoming) — 307
  -  Вашингтон (Washington) — 206, 253, 360, 425, 509
  -  Вермонт (Vermont) — 802
  -  Виргиния (Virginia) — 276, 434, 540, 571, 703, 757, 804
  -  Висконсин (Wisconsin) — 262, 414, 534, 608, 715, 920
  -  Гавайи (Hawaii) — 808
  -  Делавэр (Delaware) — 302
  -  Джорджия (Georgia) — 229, 404, 478, 678, 706, 762, 770, 912
  -  Западная Виргиния (West Virginia) — 304, 681
  -  Иллинойс (Illinois) — 217, 224, 309, 312, 331, 618, 630, 708, 773, 779, 815, 847, 872
  -  Индиана (Indiana) — 219, 260, 317, 574, 765, 812
  -  Калифорния (California) — 209, 213, 310, 323, 408, 415, 424, 442, 510, 530, 559, 562, 619, 626, 650, 657, 661, 707, 714, 747, 760, 805, 818, 831, 858, 909, 916, 925, 949, 951
    - Сан-Франциско (San Francisco) — 415

  -  Канзас (Kansas) — 316, 620, 785, 913
  -  Кентукки (Kentucky) — 270, 502, 606, 859
  -  Колорадо (Colorado) — 303, 719, 720, 970
  -  Коннектикут (Connecticut) — 203, 475, 860
  -  Луизиана (Louisiana) — 225, 318, 337, 504, 985
  -  Массачусетс (Massachusetts) — 339, 351, 413, 508, 617, 774, 781, 857, 978
  -  Миннесота (Minnesota) — 218, 320, 507, 612, 651, 763, 952
  -  Миссисипи (Mississippi) — 228, 601, 662, 769
  -  Миссури (Missouri) — 314, 417, 573, 636, 660, 816
  -  Мичиган (Michigan) — 231, 248, 269, 313, 517, 586, 616, 734, 810, 906, 947, 989
  -  Монтана (Montana) — 406
  -  Мэн (Maine) — 207
  -  Мэриленд (Maryland) — 240, 301, 410, 443
  -  Небраска (Nebraska) — 308, 402, 531
  -  Невада (Nevada) — 702, 775
  -  Нью-Гэмпшир (New Hampshire) — 603
  -  Нью-Джерси (New Jersey) — 201, 551, 609, 732, 848, 856, 862, 908, 973
  -  Нью-Йорк (New York) — 212, 315, 347, 516, 518, 607, 631, 646, 716, 718, 845, 914, 917, 929
  -  Нью-Мексико (New Mexico) — 505, 575
  -  Огайо (Ohio) — 216, 234, 330, 419, 440, 513, 567, 614, 740, 937
  -  Оклахома (Oklahoma) — 405, 539, 580, 918
  -  Вашингтон (округ Колумбия) (District of Columbia) — 202
    - Вашингтон (Washington, D.C.) — 202

  -  Орегон (Oregon) — 458, 503, 541, 971
  -  Пенсильвания (Pennsylvania) — 215, 267, 412, 484, 570, 610, 717, 724, 814, 878
  -  Род-Айленд (Rhode Island) — 401
  -  Северная Дакота (North Dakota) — 701
  -  Северная Каролина (North Carolina) — 252, 336, 704, 828, 910, 919, 980
  -  Теннесси (Tennessee) — 423, 615, 731, 865, 901, 931
  -  Техас (Texas) — 210, 214, 254, 281, 325, 346, 361, 409, 430, 432, 469, 512, 682, 713, 806, 817, 830, 832, 903, 915, 936, 940, 956, 972, 979
  -  Флорида (Florida) — 239, 305, 321, 352, 386, 407, 561, 727, 754, 772, 786, 813, 850, 863, 904, 941, 954
  -  Южная Дакота (South Dakota) — 605
  -  Южная Каролина (South Carolina) — 803, 843, 864
  -  Юта (Utah) — 385, 435, 801
  - Включая территорию США в Океании, введённые в 2004 году:
    -  Американское Самоа — 684
    -  Гуам — 671
    -  Северные Марианские Острова (Сайпан) — 670
- Канада:
  -  Альберта (Alberta) — 403, 587, 780
  -  Британская Колумбия (British Columbia) — 250, 604, 778
  -  Квебек (Québec) — 418, 438, 450, 514, 579, 581, 819
  -  Манитоба (Manitoba) — 204
  -  Новая Шотландия (Nova Scotia) — 902
  -  Нунавут (Nunavut) — 867
  -  Нью-Брансуик (New Brunswick) — 506
  -  Ньюфаундленд и Лабрадор (Newfoundland and Labrador) — 709
  -  Онтарио (Ontario) — 226, 249, 289, 343, 416, 519, 613, 647, 705, 807, 905
  -  Остров Принца Эдуарда (Prince Edward Island) — 902
  -  Саскачеван (Saskatchewan) — 306
  -  Северо-Западные территории (Northwest Territories) — 867
  -  Юкон (Yukon) — 867
- Код стран Карибского бассейна:
  -  Виргинские Острова (США) — 340
  -  Ангилья — 264
  -  Антигуа и Барбуда — 268
  -  Багамские Острова — 242
  -  Барбадос — 246
  -  Бермуды — 441
  -  Виргинские Острова (Великобритания) — 284
  -  Гренада — 473
  -  Доминика — 767
  -  Доминиканская Республика — 809, 829, 849
  -  Острова Кайман — 345
  -  Монтсеррат — 664
  -  Теркс и Кайкос — 649
  -  Пуэрто-Рико — 787, 939
  -  Сент-Винсент и Гренадины — 784
  -  Сент-Китс и Невис — 869
  -  Сент-Люсия — 758
  -  Тринидад и Тобаго — 868
  -  Ямайка — 876

### Зона 2
- 20 —  Египет
- 210 — не назначен
- 211 —  Южный Судан
- 212 —  Марокко
- 213 —  Алжир
- 214–215 — не назначены
- 216 —  Тунис
- 217 — не назначен
- 218 —  Ливия
- 219 — не назначен
- 220 —  Гамбия
- 221 —  Сенегал
- 222 —  Мавритания
- 223 —  Мали
- 224 —  Гвинея
- 225 —  Кот-д’Ивуар
- 226 —  Буркина-Фасо
- 227 —  Нигер
- 228 —  Того
- 229 —  Бенин
- 230 —  Маврикий
- 231 —  Либерия
- 232 —  Сьерра-Леоне
- 233 —  Гана
- 234 —  Нигерия
- 235 —  Чад
- 236 —  Центральноафриканская Республика
- 237 —  Камерун
- 238 —  Кабо-Верде
- 239 —  Сан-Томе и Принсипи
- 240 —  Экваториальная Гвинея
- 241 —  Габон
- 242 —  Республика Конго
- 243 —  Демократическая Республика Конго
- 244 —  Ангола
- 245 —  Гвинея-Бисау
- 246 —  Британская Территория в Индийском Океане
- 247 —  Остров Вознесения
- 248 —  Сейшельские Острова
- 249 —  Судан
- 250 —  Руанда
- 251 —  Эфиопия
- 252 —  Сомали
- 253 —  Джибути
- 254 —  Кения
- 255 —  Танзания
  - 255 (24) – Занзибар, вместо так и не реализованного 259
- 256 —  Уганда
- 257 —  Бурунди
- 258 —  Мозамбик
- 259 — не назначен, в 1960-х был зарезервирован для Занзибара, не был реализован из-за образования Танзании
- 260 —  Замбия
- 261 —  Мадагаскар
- 262 —  Реюньон
  - 262 (269, 639) — острова  Майотта
- 263 —  Зимбабве
- 264 —  Намибия
- 265 —  Малави
- 266 —  Лесото
- 267 —  Ботсвана
- 268 —  Эсватини
- 269 —  Коморы
- 27 —  ЮАР
- 28x — не назначен
- 290 — Остров Святой Елены
  - 290 (8) — Тристан-да-Кунья
- 291 —  Эритрея
- 292–294 — не назначены
- 295 — снят (ранее принадлежал Сан-Марино, см. +378)
- 296 — не назначен
- 297 —  Аруба
- 298 —  Фарерские острова
- 299 —  Гренландия

### Зона 3
- 3 — не назначен (предложен [кем?] в 1996 для Европейского союза).
- 30 —  Греция
- 31 —  Нидерланды
- 32 —  Бельгия
- 33 —  Франция
- 34 —  Испания
- 350 —  Гибралтар
- 351 —  Португалия
  - 351 (291) —  Мадейра (только стационарные телефоны)
  - 351 (292) — Азорские острова (только стационарные телефоны, Орта, район Азорских островов)
  - 351 (295) — Азорские острова (только стационарные телефоны, район Ангра-ду-Эроишму)
  - 351 (296) — Азорские острова (только стационарные телефоны, район Понта-Делгада и острова Сан-Мигель)
- 352 —  Люксембург
- 353 —  Ирландия
- 354 —  Исландия
- 355 —  Албания
- 356 —  Мальта
- 357 —  Кипр (включая Акротири и Декелию)[a]
- 358 —  Финляндия
  - 358 (18) —  Аландские острова
- 359 —  Болгария
- 36 —  Венгрия
- 37 — принадлежал ГДР до объединения Германии
- 370 —  Литва (ранее 7 (012) как Литовская ССР)
- 371 —  Латвия (ранее 7 (013) как Латвийская ССР)
- 372 —  Эстония (ранее 7 (014) как Эстонская ССР)
- 373 —  Молдова (ранее 7 (042) как Молдавская ССР)
  -  ПМР:
    - (5) — Тирасполь, Бендеры, Рыбница, Слободзея
    - (21) — остальные города
    - (77) — сети мобильной связи Приднестровья
- 374 —  Армения (ранее 7 (885) как Армянская ССР)
- 375 —  Беларусь
  - 375 (13) — Заказные и справочные службы МНТС и АМТС
  - 375 (14) — Заказные и справочные службы МНТС и АМТС
  - З75 (15) —  Гродненская область (ранее 7 (015) как Гродненская область Белорусской ССР)
  - 375 (16) —  Брестская область (ранее 7 (016) как Брестская область Белорусской ССР)
  - 375 (17) —  город Минск и  Минская область (ранее 7 (017) как город Минск и Минская область Белорусской ССР)
  - 375 (18) ― Заказные и справочные службы МНТС и АМТС (ранее 8 (018) как заказные и справочные службы Белорусской МНТС-1)
  - 375 (20) — МНТС-1
  - 375 (21) —  Витебская область (ранее 7 (021) как Витебская область Белорусской ССР)
  - 375 (22) —  Могилёвская область (ранее 7 (022) как Могилёвская область Белорусской ССР)
  - 375 (23) —  Гомельская область (ранее 7 (023) как Гомельская область Белорусской ССР)
  - 375 (24) — МНТС-2, Белтелеком (Максифон)
  - 375 (25) —  телефонный оператор мобильной (сотовой) связи life:) (с 2015 года осуществляется услуга переноса номера)
  - 0294 ― БелСел (мобильный оператор Белоруссии, до 1995).
- 376 —  Андорра
- 377 —  Монако
- 378 —  Сан-Марино[b]
- 379 — зарезервирован для Ватикана, не используется. Ватикан использует код +39 06 698
- 38 — принадлежал Югославии до распада
- 380 —  Украина
- 381 —  Сербия
- 382 —  Черногория
- 383[2] —  Косово
- 384 — не назначен
- 385 —  Хорватия
- 386 —  Словения
- 387 —  Босния и Герцеговина
- 388 — общеевропейские службы[англ.] (прекращён)
- 389 —  Северная Македония
- 39 —  Италия
  - 39 0549 —  Сан-Марино
  - 39 06 698 —  Ватикан

### Зона 4
- 40 —  Румыния
- 41 —  Швейцария
  - 41 (91) — Кампионе-д’Италия, итальянский анклав
- 42 — принадлежал Чехословакии
- 420 —  Чехия
- 421 —  Словакия
- 422 — свободен
- 423 —  Лихтенштейн
- 424–429 — свободны
- 43 —  Австрия
- 44 —  Великобритания
  - 44 (1481) —  Гернси
  - 44 (1534) —  Джерси
  - 44 (1624) —  Остров Мэн
- 45 —  Дания
- 46 —  Швеция
- 47 —  Норвегия
  - 47 (79) —  Шпицберген
- 48 —  Польша
- 49 —  Германия

### Зона 5
- 500 —  Фолклендские острова
  - 500 (4) —  Южная Георгия и Южные Сандвичевы Острова
- 501 —  Белиз
- 502 —  Гватемала
- 503 —  Сальвадор
- 504 —  Гондурас
- 505 —  Никарагуа
- 506 —  Коста-Рика
- 507 —  Панама
- 508 —  Сен-Пьер и Микелон
- 509 —  Гаити
- 51 —  Перу
- 52 —  Мексика
- 53 —  Куба
- 54 —  Аргентина
- 55 —  Бразилия
- 56 —  Чили
- 57 —  Колумбия
- 58 —  Венесуэла
- 590 —  Гваделупа (включая Сен-Бартелеми, Сен-Мартен)
- 591 —  Боливия
- 592 —  Гайана
- 593 —  Эквадор
- 594 —  Гвиана
- 595 —  Парагвай
- 596 —  Мартиника
- 597 —  Суринам
- 598 —  Уругвай
- 5993 —  Синт-Эстатиус
- 5994 —  Саба
- 5997 —  Бонайре
- 5999 —  Кюрасао

### Зона 6
- 60 —  Малайзия
- 61 —  Австралия
  - 61 (89162) —  Кокосовые острова
  - 61 (89164) —  Остров Рождества
- 62 —  Индонезия
- 63 —  Филиппины
- 64 —  Новая Зеландия
  - 64 —  Острова Питкэрн
- 65 —  Сингапур
- 66 —  Таиланд
- 670 —  Восточный Тимор. Код использовался Северными Марианскими островами, у которых сейчас код 1 670
- 671 — использовался островом Гуам — сейчас код 1 671
- 672 — Внешние территории Австралии:  Антарктика, остров Херд и острова Макдональд
  - 672 (3) —  Остров Норфолк
- 673 —  Бруней
- 674 —  Науру
- 675 —  Папуа — Новая Гвинея
- 676 —  Тонга
- 677 —  Соломоновы Острова
- 678 —  Вануату
- 679 —  Фиджи
- 680 —  Палау
- 681 —  Уоллис и Футуна
- 682 —  Острова Кука
- 683 —  Ниуэ
- 684 — использовался Американским Самоа — сейчас код 1 684
- 685 —  Самоа
- 686 —  Кирибати
- 687 —  Новая Каледония
- 688 —  Тувалу
- 689 —  Французская Полинезия
- 690 —  Токелау
- 691 —  Федеративные Штаты Микронезии
- 692 —  Маршалловы Острова
- 693–699 — не назначены

### Зона 7
- СССР (с 31 октября 1986 до 20 апреля 1999 года ― Телефонный план нумерации СССР)
- 7 (2-5, 8, 9) —  Россия
  - 7 (840, 940)[3] —   Республика Абхазия
  - 7 (850, 998)[4] —  Южная Осетия
- 7 (0, 6, 7 и 880-899) —  Казахстан[5]
- 7 (100-199) — Россия,  Казахстан[6]

### Зона 8
- 800 — бесплатный вызов для всех стран
- 801–807 — не назначены
- 808 — зарезервировано для Shared Cost Services
- 809 — не назначен
- 81 —  Япония
- 82 —  Республика Корея
- 83x — не назначен, зарезервирован для расширения
- 84 —  Вьетнам
- 850 —  КНДР
- 851 — не назначен
- 852 —  Гонконг
- 853 —  Макао
- 854 — не назначен
- 855 —  Камбоджа
- 856 —  Лаос
- 857–859 — не назначены
- 86 —  Китай
- 870 — служба Inmarsat «SNAC»
- 871 — не назначен, отозван у Inmarsat Атлантический океан, восток (AOR-E)
- 872 — не назначен, отозван у Inmarsat Тихоокеанский регион (POR)
- 873 — не назначен, отозван у Inmarsat Индийский океан (IOR)
- 874 — не назначен, отозван у Inmarsat Атлантический океан, запад (AOR-W)
- 875–877 — не назначены
- 878 — не назначен (ранее использовался для службы Universal Personal Telecommunications)
- 879 — не назначен
- 880 —  Бангладеш
- 881 — Mobile Satellite System
  - 8816 — Mobile Satellite System (Iridium)
  - 8817 — Mobile Satellite System (Iridium)
  - 8818 — Mobile Satellite System (GlobalStar)
  - 8819 — Mobile Satellite System (GlobalStar)
- 882 — International Networks
  - 88216 — Mobile Satellite System (Thuraya)
- 883 — International Networks
- 884–885 — не назначены
- 886 —  Китайская Республика (Тайвань)
- 887 — не назначен
- 888 — не назначен (ранее принадлежал УКГВ для службы оказания помощи в случае стихийных бедствий)
- 889 — не назначен
- 89x — не назначен

### Зона 9
- 90 —  Турция
  - 90 (392) —  Северный Кипр
- 91 —  Индия
- 92 —  Пакистан
- 93 —  Афганистан
- 94 —  Шри-Ланка
- 95 —  Мьянма
- 960 —  Мальдивы
- 961 —  Ливан
- 962 —  Иордания
- 963 —  Сирия
- 964 —  Ирак
- 965 —  Кувейт
- 966 —  Саудовская Аравия
- 967 —  Йемен
- 968 —  Оман
- 969 — использовался Народной Демократической Республикой Йемен — сейчас объединён в 967 Йемен
- 970 — зарезервировано для Государства Палестина
- 971 —  ОАЭ
- 972 —  Израиль
- 973 —  Бахрейн
- 974 —  Катар
- 975 —  Бутан
- 976 —  Монголия
- 977 —  Непал
- 978 — не назначен
- 979 — International Premium Rate Service (IPRS)
- 98 —  Иран
- 990 — не назначен
- 991 — International Telecommunications Public Correspondence Service (ITPCS)
- 992 —  Таджикистан
- 993 —  Туркменистан
- 994 —  Азербайджан (ранее 7 (892), (893) и (895) как Азербайджанская ССР)
- 995 —  Грузия (ранее 7 (881—883) как Грузинская ССР)
- 996 —  Кыргызстан
- 997 —  Казахстан (зарезервировано в 2021 г., в настоящее время используется только как составная часть номера ICCID)
- 998 —  Узбекистан
- 999 — не используется, зарезервирован для глобальных служб

### Зона 0
- В некоторых [каких?] стандартах, принятых МСЭ, эту зону предлагалось использовать для организации шлюза из сети передачи данных ISDN в сеть передачи данных X.121/X.25. Однако в наиболее актуальных стандартах, таких как E.164, назначение у зоны 0 официально отсутствует.

## Телефонные коды объектов в Антарктиде
В Антарктиде телекоммуникационные услуги предоставляются страной-учредителем каждой базы (станции) и соответственно телефонный код базы (станции) совпадает с телефонным кодом страны-учредителя базы (станции).

## Комментарии
1. ↑  Северный Кипр набирается через турецкий код 90 392.
2. ↑  Также используется код +39 0549.